# شيلي رود
شيلي رود (بالإنجليزية: Shelley Rohde)‏ هي كاتبة سير وصحفية وكاتِبة بريطانية، ولدت في 17 مايو 1933، وتوفيت في 6 ديسمبر 2007 بسبب سرطان.

## وصلات خارجية
- شيلي رود على موقع IMDb (الإنجليزية)